# 伦纳德·伍德科克
伦纳德·伍德科克（英語：Leonard Freel Woodcock，1911年2月15日—2001年1月16日），曾担任联合汽车工人工会（United Auto Workers）主席，美利坚合众国驻中华人民共和国首任大使。
伍德科克在卡特政府任期内在建立两国全面外交关系的协商过程中发挥了关键作用。于1979年被任命为美国驻中华人民共和国大使并帮助实现了美国驻中国大使馆的开业。他是二次世界大战之后首位美国驻中国大使，任期一直持续到了1981年。伍德科克后来在密歇根大学教授政治学。

## 外部連結
- 邓小平和伍德科克举杯庆祝中美建交 （页面存档备份，存于）
- 伍德科克夫婦與鄧小平合照

| 前任： 托马斯·盖茨 | 美国驻北京聯絡處主任 1977年-1979年     | 繼任： 兩國建交 |
| 前任： 首任        | 美國駐中華人民共和國大使 1979年-1981年 | 繼任： 恒安石   |